# Denver Randleman
Denver (Bull) Randleman (Rector (Arkansas), 20 november 1920 — Texarkana (Arkansas), 26 juni 2003) was een sergeant in de United States Army tijdens de Tweede Wereldoorlog.

## Tweede Wereldoorlog
Randleman sloot zich in 1942 aan bij de luchtlandingstroepen van het Amerikaanse leger. Hij maakte bijna alle grote operaties uit de Tweede Wereldoorlog mee waaronder de Landing in Normandië, Operatie Market Garden en de Slag om de Ardennen.
In Nuenen raakte Randleman gewond waardoor hij bijna onder een onbestuurbaar geworden tank terechtkwam, terwijl hij beschoten werd door Duits vuur. Hij kon zich verstoppen in een rioleringsbuis en later in een leegstaande schuur. Hier ontmoette hij een Brabantse boer die zijn wond schoonmaakte. Later werd hij gevonden door andere Amerikaanse militairen waardoor hij weer bij zijn eenheid terugkeerde.
Volgens majoor Richard Winters was Randleman een van de beste soldaten die hij ooit heeft gehad.

## Na de oorlog
Na de oorlog werd Randleman een succesvol zakenman en werd hoofdopzichter van een bouwbedrijf in Louisiana. De laatste jaren van zijn leven woonde hij in Texarkana (Arkansas) waar hij in  juni 2003 op 82-jarige leeftijd stierf.

## Film
In de miniserie Band of Brothers wordt de rol van Denver Randleman gespeeld door Michael Cudlitz.